# Michael Hastings (journaliste)
Pour les articles homonymes, voir Michael Hastings et Hastings.
 (septembre 2024).
Le contenu est difficilement compréhensible vu les erreurs de traduction, qui sont peut-être dues à l'utilisation d'un logiciel de traduction automatique.
Michael Mahon Hastings, né le 28 janvier 1980 et mort le 18 juin 2013, est un journaliste et écrivain américain. 

## Biographie
Contributeur régulier de Rolling Stone et Gentlemen's Quarterly, il s'est particulièrement illustré pour sa couverture de la guerre d'Irak lorsqu'il travaillait pour Newsweek, et pour son ouvrage I Lost My Love in Baghdad: A Modern War Story sur la mort de sa fiancée Andrea Parhamovich (en). Il est également l'auteur de l'article sur le général et commandant de l'ISAF Stanley McChrystal, intitulé The Runaway General et paru dans Rolling Stone en juin 2010, qui a entraîné son renvoi par le président des États-Unis Barack Obama.
Dans cet article, il rapporte lors d'un voyage de promotion pour vendre la guerre aux alliés (qui soutiennent de moins en moins cette guerre) en France mi-avril 2010, le dénigrement ouvert de McChrystal à l'administration Obama.
Hasting rapporte de McChrystal : « Si nous n'avons pas 40.000 soldats - un gonflement du nombre des forces américaines en Afghanistan par près de la moitié - nous étions en danger « d'échec de la mission ». » 
La Maison Blanche était furieuse. McChrystal, pensaient-ils, essayait d'intimider Obama, les ouvrir à des accusations d'être faibles sur la sécurité nationale, à moins qu'il a fait ce que le général voulait. C'était Obama contre le Pentagone, et le Pentagone était déterminé à botter le cul du président.
« Il met en péril la mission », explique Stephen Biddle, senior fellow au Council on Foreign Relations, qui soutient McChrystal, « L'armée ne peut pas par elle-même créer une réforme de la gouvernance. »
En janvier 2012 il a écrit : The Operators: The Wild and Terrifying Inside Story of America's War in Afghanistan. Le livre fait un portrait choquant du commandement militaire américain, des drones, de leurs manœuvres et les raisons de l'échec militaire.
Il meurt dans un accident de voiture à Los Angeles le 18 juin 2013,. On a retrouvé la direction de la voiture à 50-60 m de l'événement. Il aurait reçu des menaces de mort de personnes de l'entourage de McChrystal. Le test de DMT (diméthyltryptamine), substance psychotrope que prenait régulièrement Michael Hastings, s'est révélé négatif. Par contre des traces de cannabis et d'amphétamines ont été retrouvées dans son corps.
D'après Wikileaks, il se pensait recherché par le FBI sans que le lien entre les deux événements ne soit prouvé. Une hypothèse met en avant la possibilité que sa voiture ait été commandée à distance, afin de provoquer un accident.

## Travaux
Hommage
L'acteur Eion Bailey réalise en 2014 avec sa femme Weyni Mengesha un court métrage Hero.Traitor.Patriot lui rendant hommage et dans lequel il joue son rôle.

### Ouvrages
- I Lost My Love in Baghdad: A Modern War Story, 2008, New York, NY, Scribner.
- The Operators: The Wild and Terrifying Inside Story of America's War in Afghanistan, 2012, New York, NY, Blue Rider Press.
- Panic 2012: The Sublime and Terrifying Inside Story of Obama's Final Campaign, 2013, New York, NY, BuzzFeed/Blue Rider Press.

### Articles de presse
- « Obama's War »[9], Gentlemen's Quarterly, avril 2009.
- « The Runaway General »[10], Rolling Stone, 22 juin 2010.